# Pinkerton

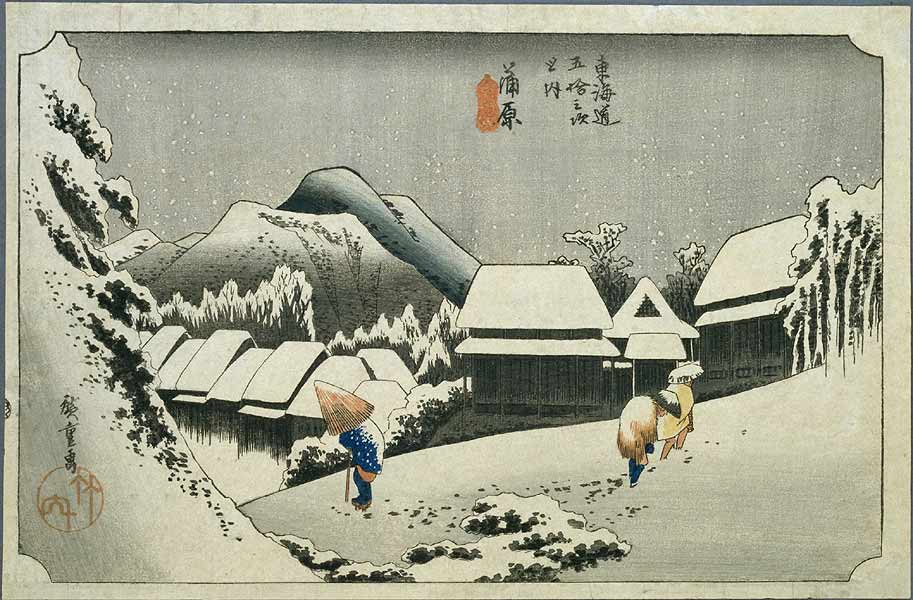
De hoes van Pinkerton wordt gesierd door een Japanse prent uit de 19e eeuw

Pinkerton is het tweede studioalbum van de Amerikaanse alternatieve rockband Weezer uit 1996. 

## Inhoud
Vergeleken met Weezers gelijknamige debuutalbum heeft Pinkerton een persoonlijkere emotionele lading. Oorspronkelijk stond als tweede album van Weezer een sciencefiction rockopera gepland genaamd Songs from the Black Hole. Leadzanger Rivers Cuomo studeerde op dat moment aan de Harvard-universiteit, een periode waarin hij een pijnlijke operatie aan zijn benen onderging en zich vaak eenzaam voelde. Hierdoor werden de teksten duisterder en werd Songs from the Black Hole uiteindelijk geschrapt om Pinkerton op te nemen. De teksten van het album hebben veel weg van confessionele poëzie en behandelen onderwerpen als eenzaamheid en liefdesverdriet. Ook wordt er meerdere malen verwezen naar de opera Madama Butterfly; de titel van het album verwijst naar het personage B.F. Pinkerton waar Cuomo zich mee identificeerde.

## Ontvangst
Hoewel Pinkerton aanvankelijk teleurgestelde reacties ontving is de reputatie van het album sindsdien aanzienlijk gestegen. Bij de heruitgave in 2010 werd het album door meerdere recensenten geprezen als een meesterwerk.
Pinkerton wordt tevens genoemd als een belangrijke invloed van het muziekgenre emo.

## Tracks
| Nr. | Titel           | Duur |
| --- | --------------- | ---- |
| 1.  | Tired of Sex    | 3:01 |
| 2.  | Getchoo         | 2:52 |
| 3.  | No Other One    | 3:01 |
| 4.  | Why Bother?     | 2:08 |
| 5.  | Across the Sea  | 4:32 |
| 6.  | The Good Life   | 4:17 |
| 7.  | El Scorcho      | 4:03 |
| 8.  | Pink Triangle   | 3:58 |
| 9.  | Falling for You | 3:47 |
| 10. | Butterfly       | 2:53 |

## Muzikanten
- Rivers Cuomo: zang, gitaar
- Brian Bell: zang, gitaar
- Matt Sharp: zang, basgitaar
- Patrick Wilson: drums
- Karl Koch: percussie